# Lembeyan Wetan
Lembeyan Wetan is een bestuurslaag in het regentschap Magetan van de provincie Oost-Java, Indonesië. Lembeyan Wetan telt 2846 inwoners (volkstelling 2010).